# لیدیا روسلانووا
لیدیا آندریونا روسلانووا (زاده ۱۹۰۰-درگذشته ۱۹۷۳) یکی از مشهورترین و محبوب‌ترین خوانندگان موسیقی فولکلور در روسیه بود. او در روستایی نزدیک ساراتوف به دنیا آمد و اولین بار در جریان جنگ داخلی روسیه به آوازخوانی برای سربازان روسی مشغول شد. او در روستوف-اون-دون (روستف بر روی رودخانهٔ دان) در ۱۹۲۳ موسیقی را به صورت حرفه‌ای آغاز کرد.

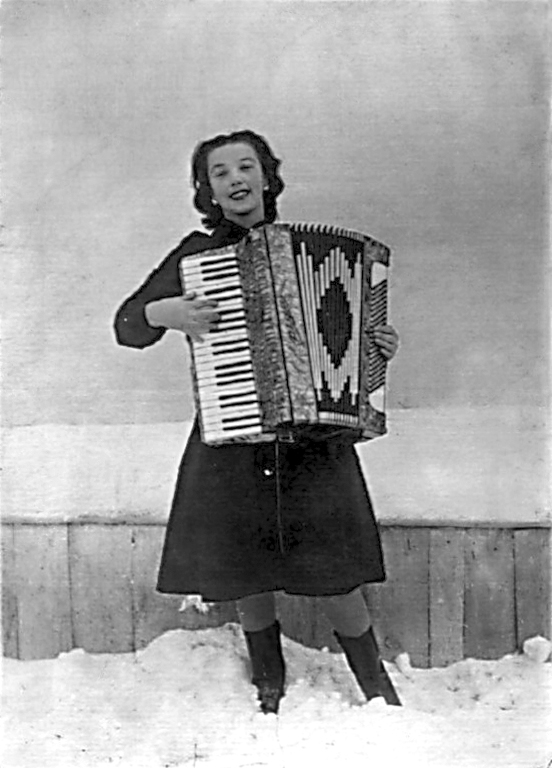

در جریان جنگ جهانی دوم او از جبهه‌ای به جبههٔ دیگر می‌فت و برای بالابردن روحیهٔ سربازان ترانه‌های میهن‌پرستانه می‌خواند. معروف‌ترین ترانه‌های او والنکی و کاتیوشا بودند که مخصوصاً برای خود او نوشته شده بودند. در «نبرد برلین» او ترانه‌ای در پلکان رایشتاگ، اجرا کرد.

لیدیا روسلانووا در حال اجرای آواز برای سربازان شوروی در جنگ بزرگ میهنی

معروف بود که روسلانوا ثروتمندترین زن روسیهٔ شوروری است. نفوذ او در بین سربازان تا حدی بود که او را خطر پتانسیلی برای مقامات شوروی حساب می‌کرد و سه سال بعد او به همراه همسرش، ژنرال ولادیمیر کرویچکوف، دستگیر شدند و به جرم فعالیت‌های ضدشوروی به ۱۰ سال زندان و کار اجباری محکوم شدند.
روسلانوا حتی در گولاگی که به آن فرستاده شده بود هم محبوب شد. چه بین هم‌بندها و چه بین زندانبانان. از این رو به سلولی در ولادیمیرسکی تسنرال فرستاده شد. پس از مرگ استالین به او اجازه دادند به مسکو برگردد او ریاست اولین جشنوارهٔ سراسری ترانه‌های شوروی را به همراه لئونید اتیوسوف، مارک برنس و کلاودیا شولژنکو به عهده داشت.